# 에르네스트 솔베이
에르네스트 가스통 조제프 솔베이(프랑스어: Ernest Gaston Joseph Solvay 에르네스트 솔베[*], 1838년 4월 16일~1922년 5월 26일)는 벨기에의 화학자이다. 레베크에서 출생하여 리에주에서 공부하였다. 1861년 소다의 공업적 제조법인 솔베이 공정을 발명하고 이를 공업화 하여 본 궤도에 올려놓아 소다 공업에 커다란 공헌을 하였다. 만년에 거대한 재산과 자기의 사업을 인류의 복지를 증진시키는 데 기여하기로 결심하여, 생리학, 물리학, 교육학 연구를 위한 재단 설립에 투자하였다.

## 참고 문헌
- 이 문서에는 다음커뮤니케이션(현 카카오)에서 GFDL 또는 CC-SA 라이선스로 배포한 글로벌 세계대백과사전의 내용을 기초로 작성된 글이 포함되어 있습니다.